# Cot Kulam (kulle)
Cot Kulam är en kulle i Indonesien.   Den ligger i provinsen Aceh, i den västra delen av landet, 1 700 km nordväst om huvudstaden Jakarta. Toppen på Cot Kulam är 235 meter över havet.
Terrängen runt Cot Kulam är platt österut, men västerut är den kuperad.Runt Cot Kulam är det tätbefolkat, med 276 invånare per kvadratkilometer. Närmaste större samhälle är Lhokseumawe, 16,3 km nordost om Cot Kulam. I omgivningarna runt Cot Kulam växer i huvudsak städsegrön lövskog.